# Stylaster robustus
Stylaster robustus is een hydroïdpoliep uit de familie Stylasteridae. De poliep komt uit het geslacht Stylaster. Stylaster robustus werd in 1983 voor het eerst wetenschappelijk beschreven door Cairns. 